# ФК Макаби (Тел Авив)
ФК Макаби (на иврит: מועדון כדורגל מכבי תל אביב; на английски: Maccabi Tel Aviv F.C.) е израелски футболен клуб от град Тел Авив.
Той е един от най-старите и успешни израелски футболни клубове, като в своята история е спечелил 20 шампионски титли, 22 национални купи, от които 7 „дубъла“, както и 2 титли от Шампионската лига на Азия.

## Успехи
Висша лига
- Шампион (24)[1] : 1923, 1929, 1936, 1937, 1941 – 42, 1946 – 47, 1949 – 50, 1951 – 52, 1953 – 54, 1955 – 56, 1957 – 58, 1967 – 68, 1969 – 70, 1971 – 72, 1976 – 77, 1978 – 79, 1991 – 92, 1994 – 95, 1995 – 96, 2002 – 03, 2012 – 13, 2013 – 14, 2014 – 15, 2018 – 19, 2023 - 24
- Второ място (13): 1954 – 55, 1959 – 60, 1965 – 66, 1968 – 69, 1973 – 74, 1992 – 93, 1993 – 94, 1998 – 99, 2003 – 04, 2015 – 16, 2016 – 17, 2017 – 18, 2020 - 2021

Купа на Израел
- -  Носител (25)[2] : 1928 – 29, 1929 – 30, 1932 – 33, 1940 – 41, 1945 – 46, 1946 – 47, 1953 – 54, 1954 – 55, 1957 – 58, 1958 – 59, 1963 – 64, 1964 – 65, 1966 – 67, 1969 – 70, 1976 – 77, 1986 – 87, 1987 – 88, 1993 – 94, 1995 – 96, 2000 – 01, 2001 – 02, 2004 – 05, 2014 – 15, 2022 - 23, 2023 - 24
  -  Финалист (13): 1934, 1938, 1940, 1952, 1962, 1976, 1979, 1983, 1992, 1993, 1997, 2016, 2017

Тото купа
- -  Носител (8): 1992 – 93, 1998 – 99, 2008 – 09, 2014 – 15, 2017 – 18, 2018 – 19, 2020 – 21, 2023 - 24
  -  Финалист (3): 1991 – 92, 1994 – 95, 1997 – 98

Израелска суперкупа
- -  Носител (5): 1965, 1968, 1977, 1979, 1988
  -  Финалист (2): 1970, 2015

Купа Лилиан
- -  Носител (2):1985–86, 1986 – 87

### Международни
Шампионска лига на АФК
- Шампион (2): 1968 – 69, 1970 – 71

Шампионска лига на УЕФА
- Групова фаза 2004 – 05, 2015 – 16

## Известни бивши футболисти
- Еял Беркович
- Мехо Кодро
- Игор Томашич
- Ален Масуди
- Еуджен Трика
- Дели Валдес
- Тал Бен Хаим

## Български футболисти
- Димитър Рангелов: 2010/11-наем - (22 мача - 2 гола)

## Бивши треньори
- Аврам Грант 1991 – 1995, 1996 – 2000
- Шломо Шарф
- Дрор Кащан